# Santo Domingo (Antioquia)

Bandeira de Santo Domingo.

Localização de Santo Domingo, no departamento de Antioquia.

Santo Domingo é uma cidade e município da Colômbia, no departamento de Antioquia. A economia do município se baseia na criação de gado e no cultivo de cana-de-açúcar e de café.